# 대전교도소
대전교도소(大田矯導所, Daejeon Correctional Institution)는 일제강점기부터 이어져 온 대한민국의 교도소이다. 대전광역시 유성구 대정동에 있다.
대전교도소장은 나급 상당의 일반직 고위공무원으로 보한다.

## 산하기관
- 논산지소: 1997년 강경구치지소로 개청, 1998년 논산구치지소로 개칭, 2006년 현재 명칭으로 개칭

## 역사
1919년 전국적으로 3.1운동 만세시위가 일어나자 일제는 부족한 수감 시설을 확충하기 위해 여러 지역에 대전감옥소를 신축하게 된다. 대전감옥 역시 이러한 이유로 인해 1919년 5월 8일 조선총독부령 86호에 의해 대전군 대전면 중촌정(현 중구 중촌동)에서 개소하게 되었다. 일제가 대전감옥 신설을 계획한 것은 이보다 앞선 1917년부터였고, 1918년에 대전감옥 부지 대부분을 매입했고, 감옥 설계도도 제작했다.
1923년 대전형무소로 이름이 바뀐 대전교도소는 주로 비중있는 독립운동가들이 수감되는 곳이었다. 이를 위해 조선총독부는 독립운동가들의 감옥과 일반 감옥 사이에 이중벽을 쌓아 탈옥할 수 없도록 하였다. 안창호, 여운형, 김창숙 등이 이 곳에서 수형생활을 하였다. 특히 김창숙은 해방될 때까지 14년 간 이 곳에 수감되었었다.
대한민국 건국 후에도 그대로 형무소로 사용되다가 1961년에 대전교도소로 개칭되었다. 해방 이후 이승만, 박정희, 전두환 등 권위주의 정권 시절에는 시국 사범들과 전쟁포로 및 남파공작원들이 많이 수감되어 있었는데 이 때도 중앙정보부 요원들과 보안사 군인들, 경찰 대공라인 소속 경찰관들이 상주하여 전향공작을 펼쳤던 곳으로 악명높았다. 1984년에 유성구의 현 위치로 이전했다.
2020년 10월 26일 최초의 대체복무요원 교육이 이 곳에서 이루어지며, 2025년에는 유성구 방동으로 이전할 예정이다.

## 사건

### 대전형무소 학살 사건

#### 대한민국 국군에 의한 학살

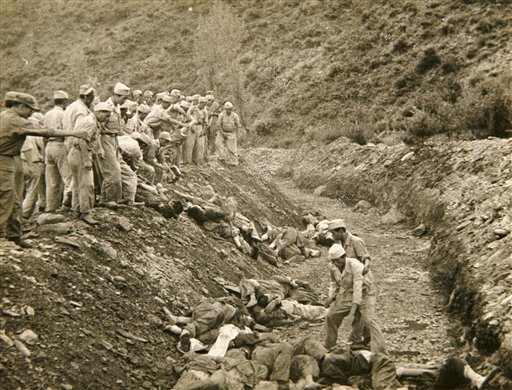
골령골에서 자행된 민간인 학살

한국 전쟁 발발 직후인 1950년 7월 초에 대전형무소 재소자 중 정치범 1천 8백여명이 산내면 골령골로 끌려가 학살되었다. 이 사건은 미국의 비밀문서가 공개되면서 사실로 밝혀지고 공론화되었으나, 명확한 진상이나 책임 소재는 드러나지 않았다. 희생자 수가 4천명이 넘는다는 주장도 있다.

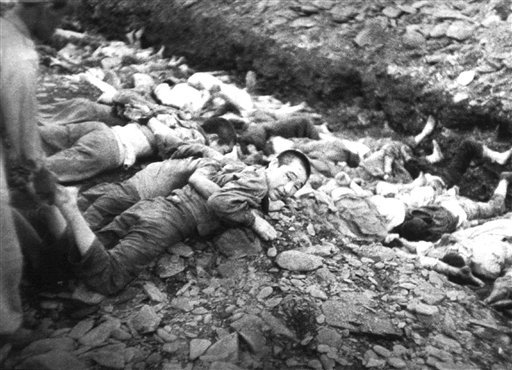
골령골에서 자행된 민간인 학살

미국의 비밀문서에 따르면, 1950년 7월 첫째주에 "대한민국 최상층부의 명령"에 따라 정치범 1,800명이 사흘에 걸쳐 집단 처형되고 이 사실이 미국 정부에 보고되었다.

#### 조선인민군에 의한 학살
대전형무소 학살 당시에 좌,우익이 서로 번갈아 교도소를 장악하면서 상호간에 학살이 있었는데 9월 25일경 인천상륙작전으로 후퇴하는 조선인민군이 이번엔 우익 인사들을 학살하는 사건이 일어났다. 이때 1557명이 죽었다. 그 후 대전을 또 다시 장악한 우익 인사들이 다시 같힌 좌익 인사들을 보복으로 1000명가량 학살했다.

### 대전교도소 교도관 피살 사건
2004년 7월 12일 대전교도소에서 교도관 김동민(46)이 당시 48세였던 수감자 김원식에 의해 살해당한 사건이다. 이 사건 당시 김 모씨는 1997년 9월에 상해치사 등의 혐의로 징역 8년을 선고받고 대전교도소에서 복역하고 있었다.

### 대전교도소 자살 사건
2007년에 약 40여일 동안 대전교도소 재소자 세 명이 차례로 자살하는 사건이 발생했다. 이 사건으로 대전교도소의 수용자 관리와 응급처치 등에 문제가 있는 것이 아니냐는 비판이 제기되었다.

## 유적
대정동으로 이사하기전 위치했던 중촌동에는 구 대전형무소 망루가 남아 있으며, 2001년 6월 27일 대전광역시 문화재자료 제47호로 등록되었다. 그간 이 망루의 건립시기는 정확히 기록되지 않거나 일제강점기 때 건립된 것으로도 알려져 있었으나, 최근 1971년 12월 20일 건립된 것으로 확인되었다.

## 창작물
- 더 킹 오브 파이터즈에서 장거한이 수감되었다가 탈옥했다. 그러나 장거한은 김갑환에게 잡혔으며, 김갑환은 장거한을 경찰에 넘기지 않는 대신 혹독한 수련을 통해 개과천선 시키고 있다.